# Lake Moawhango
Der Lake Moawhango ist ein Stausee zur Stromerzeugung in der Region Manawatū-Whanganui auf der Nordinsel von Neuseeland.

## Geographie
Der Lake Moawhango befindet sich rund 2,3 km östlich des New Zealand State Highway 1 und rund 8,8 km nordöstlich des Ortes Waiouru, der das Waiouru Military Camp beheimatet. Der See, der sich auf dem Übungsgelände der New Zealand Army befindet, wo der Zutritt für Nichtarmeeangehörige verboten ist, besitzt eine Flächenausdehnung von rund 4,59 km². Seine Länge beträgt rund 4,3 km in Ost-West-Richtung und seine Breite rund 3,9 km in Südsüdwest-Nordnordost-Richtung. Die Uferlänge erstreckt sich auf rund 25 km.
Die Seehöhe wird je nach Wasserzulauf und Entnahme zwischen 837 m und 852,1 m angegeben, womit der Pegel des Sees bis zu 15,1 m schwanken kann.
Gespeist wird der Stausee durch den von Osten kommenden Moawhango River und zahlreiche Streams aus dem Umland. Der reguläre Abfluss des Stausees erfolgt über die Staumauer in den nach Süden abgehenden Moawhango River. Im Norden des Stausees erfolgt die Wasserentnahme für das Kraftwerk, das über einen insgesamt rund 28 km langen unterirdischen Wasserkanal, der auf dem ersten Teilstück Moawhango Tunnel oder auch Moawhango – Tongariri Tunnel genannt wird, mit dem Wasser des Stausees versorgt wird. Das Wasser gelangt zunächst zu dem kleinen Stausee des Rangipo Dam und von dort aus über den Headrace Tunnel zum Kraftwerk.

## Nutzung
Neben der Verwendung des Wassers des Stausees zur Stromerzeugung wird der See auch von der New Zealand Army zu Zwecken des militärischen Trainings genutzt.

## Staumauer
Die Staumauer, die sich am südlichen Ende des Sees befindet, ist als Bogenstaumauer ausgeführt und kommt auf einen Radius von 631 m, wobei die Enden zum Gestein nahezu gradlinig verlaufen. Die Länge der Betonstaumauer beträgt rund 305 m und die Kronenbreite rund 4 m. Die Staumauer verfügt über keinen Überlauf, doch ist in dem Absperrbauwerk auf niedriger Höhe eine Wasserentlastung eingebaut, die dem darunter weiterführenden Moawhango River ausreichend Wasser zur Verfügung stellt. Im Jahr 2002 wurde der Staudamm um 1,2 m erhöht um den möglichen Arbeitsbereich des Staudamms zu vergrößern.

## Kraftwerk
Das Kraftwerk, Rangipo Power Station genannt, das sich rund 25, km nordnordöstlich des Stausees befindet, wurde 1983 in Betrieb genommen und besitzt eine Kraftwerksleistung von 120 MW. Ein weiteres kleines Kraftwerk befindet sich an der Westseite an einem Zulauf des Sees, hat eine Kapazität zur Stromerzeugung von 1,8 MW und wurde im Dezember 2008 in Betrieb genommen.